# فرودگاه ویک آیلند
فرودگاه ویک آیلند (به انگلیسی: Wake Island Airfield) یک فرودگاه نظامی با کد یاتا AWK است که یک باند فرود آسفالت دارد. این فرودگاه در کشور ایالات متحده آمریکا قرار دارد.